# A Daughter of Luxury
A Daughter of Luxury è un film muto del 1922 diretto da Paul Powell. La sceneggiatura di Beulah Marie Dix si basa su The Imposter, lavoro teatrale di Leonard Merrick e Michael Morton andato in scena a New York il 20 dicembre 1910.

## Trama
Mary Fenton, una ragazza ridotta temporaneamente in povertà da cause contingenti, quando si trova nella residenza dei Walford viene spinta dalle circostanze a fingere di essere Mary Cosgrove, una ricca ereditiera. Smascherata dalla vera Mary Corgrove che, quando arriva, chiede il suo arresto, Mary Fenton riesce a spiegarle la situazione. Poi, la ragazza sventa una rapina in gioielleria e trova la felicità facendosi impalmare dal ricco e giovane Blake Waldorf.

## Produzione
Le riprese del film, prodotto dalla Famous Players-Lasky Corporation (Paramount Pictures), iniziarono il 14 agosto 1922.

## Distribuzione
Il copyright del film, richiesto dalla Famous Players-Lasky Corp., fu registrato il 2 dicembre 1922 con il numero LP18671.
Distribuito dalla Paramount Pictures, il film uscì nelle sale statunitensi dopo essere stato presentato in prima a New York il 4 dicembre 1922.
Non si conoscono copie ancora esistenti della pellicola che viene considerata presumibilmente perduta.